# Черен бъз
Черен бъз (Sambucus nigra) или свирчовина е дървовиден вид бъз с черни плодове. Нарича се свирчовина, защото клоните му имат мека сърцевина и след изваждането ѝ стават за свирки. Още е наричан драмбъз, селешник, мимер. Разпространен е край населени места, из храсталаци и гори.
Включено е в списъка на лечебните растения съгласно Закона за лечебните растения.